# Солонинкин, Николай Михайлович

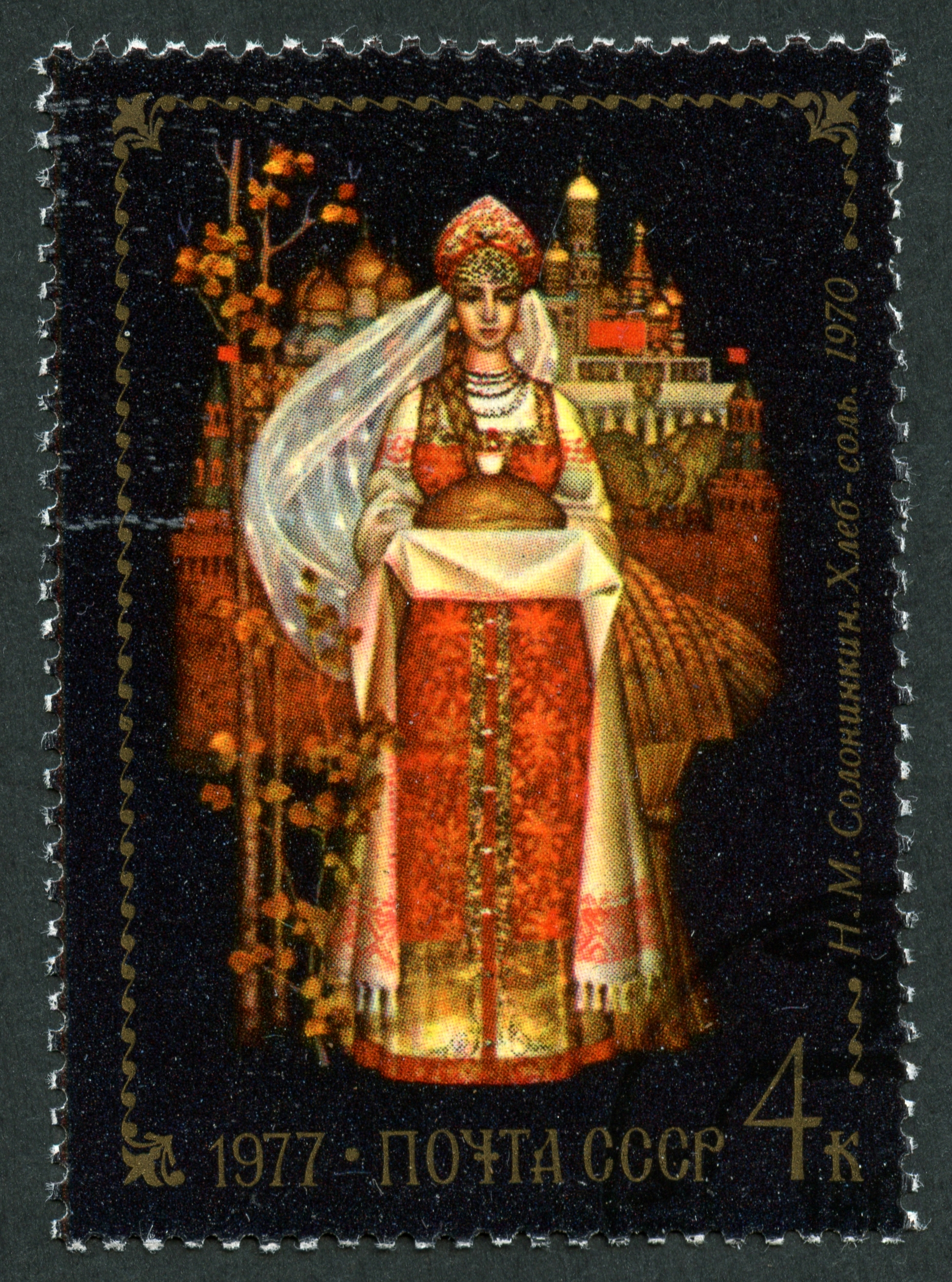
Марка Почты СССР, 1977 год

Николай Михайлович Солонинкин (род. 2 января 1945 года, с. Шевали-Майданы, Сасовский район, Рязанская область, РСФСР, СССР) — советский и российский художник, мастер лаковой миниатюры (Федоскинская школа), народный художник Российской Федерации (1996).

## Биография
Родился 2 января 1945 года в селе Шевали-Майданы Рязанской области.
В 1964 году окончил Федоскинскую школу миниатюрной живописи, где его учителями были И. Ф. Ветров, П. С. Давыдов, А. С. Соколов.
В 1965 году — начало творческой работы, работает в различных жанрах традиционной федоскинской миниатюрной живописи, в основном — тематические произведения.
В 1990 году — избран членом Союза художников СССР.
С 1990 года — член комиссии по народному искусству Союза художников России.

## Творческая и выставочная деятельность
Автор портретов выдающихся исторических личностей, современных политических деятелей, военачальников, космонавтов.
Участник выставок: областные художественные выставки «Подмосковье мое» (1966, 1968, 1980, 1984, 1990), художественная выставка «25 лет разгрома немцев под Москвой» (1966), художественная выставка «50 лет Советской власти» (1967), республиканская молодёжная выставка (1967), III и V республиканские выставки «Советская Россия» (1968, 1975), выставка молодых художников в Болгарии (1969), всесоюзная и областная выставки «30 лет разгрома немцев под Москвой» (1975), VI республиканская выставка «Художники — 60-летию Октября» (1977), выставка «Художники — детям» (1977), выставка «350-петие воссоединения Украины с Россией» (1979), всесоюзная молодёжная выставка (1978), юбилейная выставка «50 лет МООСХ» (1996), VIII выставка произведений художников центральных областей России (1997), всероссийская выставка «Имени Твоему» (2000).
Основные работы: портреты царей династии Романовых, пластины с портретами генерала Доватора, космонавтов Терешковой и Гагарина, пластина с портретом Леонида Ильича Брежнева, портреты А. С. Пушкина и Н. Н. Пушкиной, портрет В. И. Ленина в кабинете, портреты ученых — Королёв, Ломоносов, Циолковский, композиция «Хлеб-соль».
Работы находятся в Государственном Русском музее, всероссийском музее декоративно-прикладного и народного искусства, Красноярском художественном музее, Московском областном краеведческом музее (Истра), художественном музее города Сумы (Украина).

## Награды
- Премия Ленинского комсомола (1978) — за высокохудожественные произведения, развивающие лучшие традиции народного искусства
- Государственная премия РСФСР имени И. Е. Репина (совместно с С. И. Козловым, Г. И. Ларишевым, В. Д. Липицким, А. А. Толстовым, за 1987 год) — за произведения федоскинской лаковой миниатюры (1984—1986)
- Медаль «В ознаменование 100-летия со дня рождения Владимира Ильича Ленина» (1970)
- Народный художник Российской Федерации (1996)
- Заслуженный художник РСФСР (1986)